# 康拉德·萊默
康拉德·萊默（德語：Konrad Laimer；1997年5月27日—）是一位奧地利足球運動員。司职邊鋒。他現在效力於德甲球隊拜仁慕尼黑。他也代表奧地利國家足球隊參賽。

## 俱樂部生涯

### 拜仁慕尼黑
2023年6月9日，萊默免費轉會德甲球隊拜仁慕尼黑，合約至2027年6月30日。
2023年8月8日，萊默將自己在拜仁慕尼黑的號碼從24號更改為他最喜歡的27號，因為該號碼的前所有者揚·索莫離開了俱樂部。

## 國家隊生涯
萊默於2019年6月7日在2020年歐洲國家盃外圍賽對陣斯洛維尼亞的比賽中作為首發首次代表奧地利國家足球隊亮相。

## 榮譽

### 球會
薩爾斯堡紅牛
- 奥地利足球超级联赛冠軍：2014–15, 2015–16, 2016–17
- 奧地利盃冠軍：2014–15, 2015–16, 2016–17

 RB萊比錫
- 德国足协杯冠軍：2021–22,2022–23

### 個人
- 欧足联欧洲联赛賽季最佳球隊陣容：2021–22賽季[5]